# Ernst Meyer (bibliotekarie)

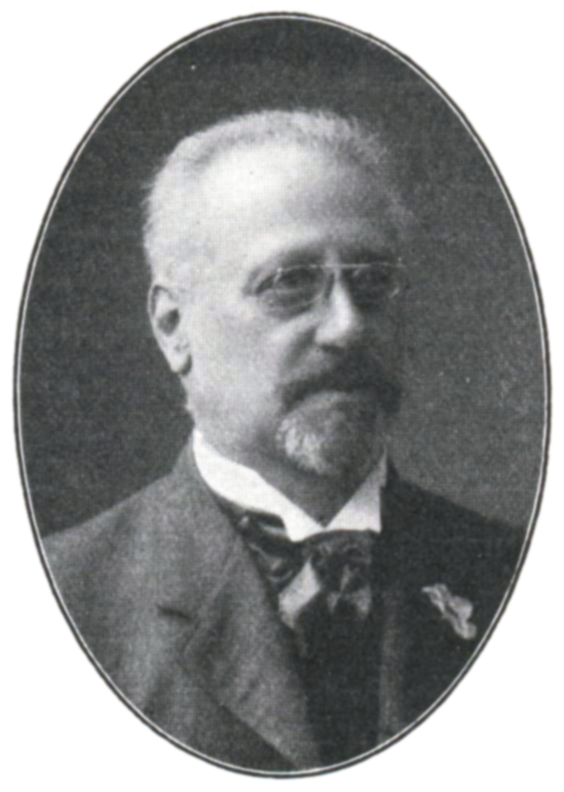
Ernst Meyer, Ur dödruna i Nordisk tidskrift för bok- och biblioteksväsen, Årgång I. 1914, s. 287

Ernst Ludvig Philip Meyer, född den 5 mars 1854 i Stockholm, död den 19 februari 1914 i Uppsala, var en svensk biblioteksman och litteraturhistoriker, bror till Adolf Meyer.

## Biografi
Meyer avlade studentexamen 1872 , blev 1882 filosofie doktor vid Uppsala universitet samt docent där i litteraturhistoria 1888. Sedan 1890 anställd vid Uppsala universitetsbibliotek, utnämndes han 1910 till förste bibliotekarie. 
Utom uppsatser och avhandlingar i tidskrifter författade Meyer Studier i den Ronsardska skolans poesi (1882), Gustaf Rosenhane (1888), det bibliografiska arbetet Program utgifna vid Upsala universitet (1905 och 1908) och utgav Olof Kexéls komedi Kapten Puff eller Storprataren (1900). 
Han utgav Svenska parnassen (fyra band, 1888–1891), Valda stycken af svenska författare 1526–1732 (tillsammans med Adolf Noreen, 1893) med mera, och översatte arbeten av Poliziano, Ariosto och Trissino (i Världslitteraturen, utgiven av Henrik Schück, 1902). 
Han var ledamot av Samfundet för utgifvande af handskrifter rörande Skandinaviens historia.
Meyer idkade dessutom ett uppskattat humoristiskt författarskap på studentspexets område på Stockholms nation i Uppsala, där hans mest kända spex  förmodligen är Erik XIV (1877) och Ett dockhem (1881), samt var även verksam i Samfundet SHT.